# Burg Střmen

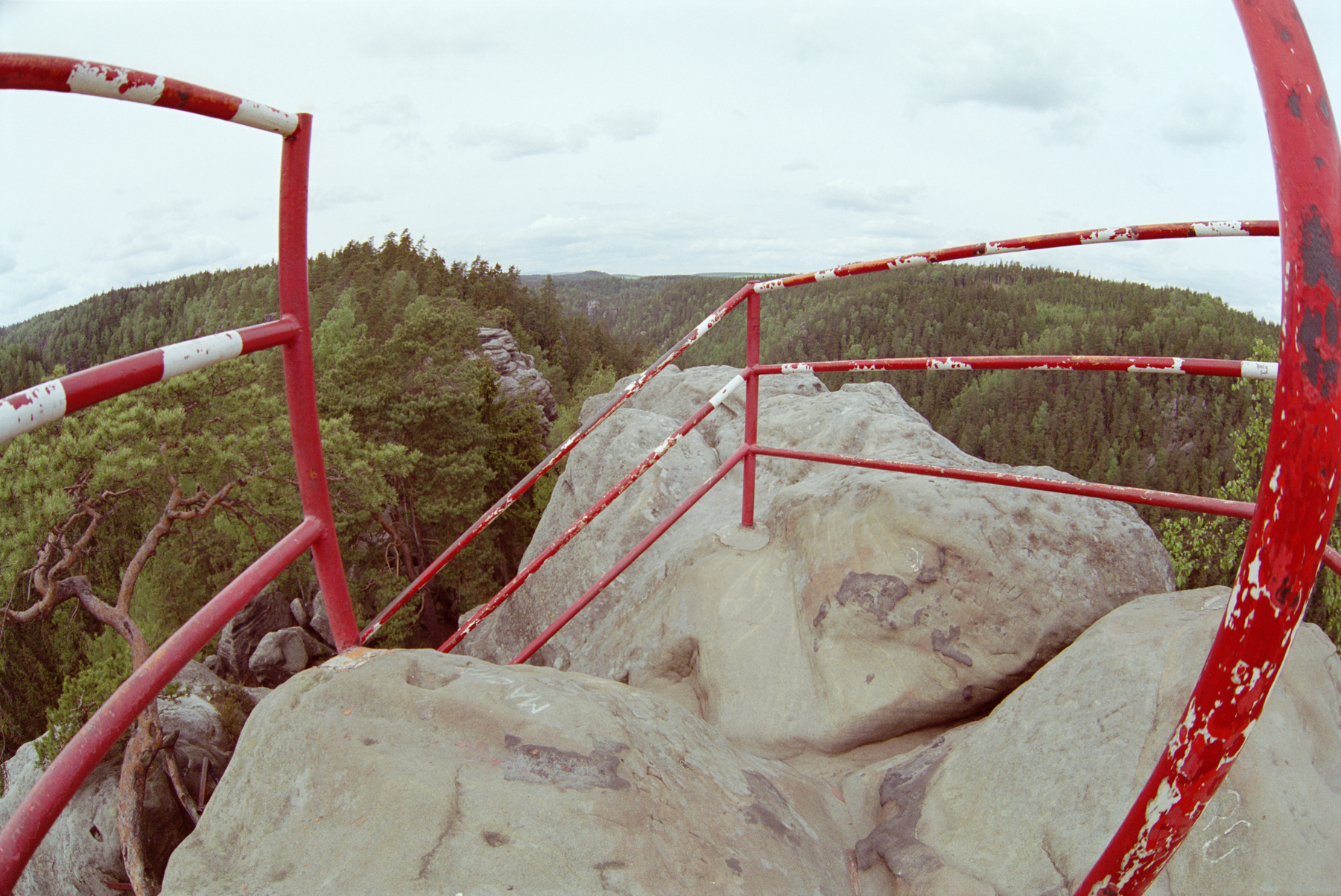
Auf der Burg

Die Burg Střmen (deutsch Burg Stremen, auch: Burg Stegreif oder Steigreif) befindet sich in der Adersbach-Weckelsdorfer Felsenstadt bei der Stadt Teplice nad Metují (Weckelsdorf) in Tschechien.

## Lage
Die Burg liegt rechtsseitig über dem Anenský potok (Annenbach), am unteren Ausgang des Anenské údolí (Annengrund). Der Wanderweg von Teplice nad Metují über Střemenské Podhradí und Záboř nach Janovice führt unterhalb der Burg vorbei.

## Geschichte
Die Felsenburg Střmen wurde um die Mitte des 13. Jahrhunderts durch die Herren von Rýzmburk, die sich auch von Skalitz nannten, gegründet. Namensgebend war ihr Wappen, das im blauen Schild einen goldenen Stegreif zeigt (v modrém štítě zlatý třmen). Die Burg wurde in der Maiestas Carolina erwähnt. 1362 war sie noch im Besitz des Tas von Rýzmburk. Ein Jahr später gehörte sie den Berka von Dubá, in deren Besitz sie noch 1436 belegt ist. 1447 wurde sie auf Geheiß der Schlesischen Städte zerstört.
Erhalten sind noch Ruinenreste auf einem Felsen, der über eine steile Stiege mit etwa 300 Stufen erreicht wird. Sie liegt westlich der Vorburg Střemenské Podhradí.

## Bilder

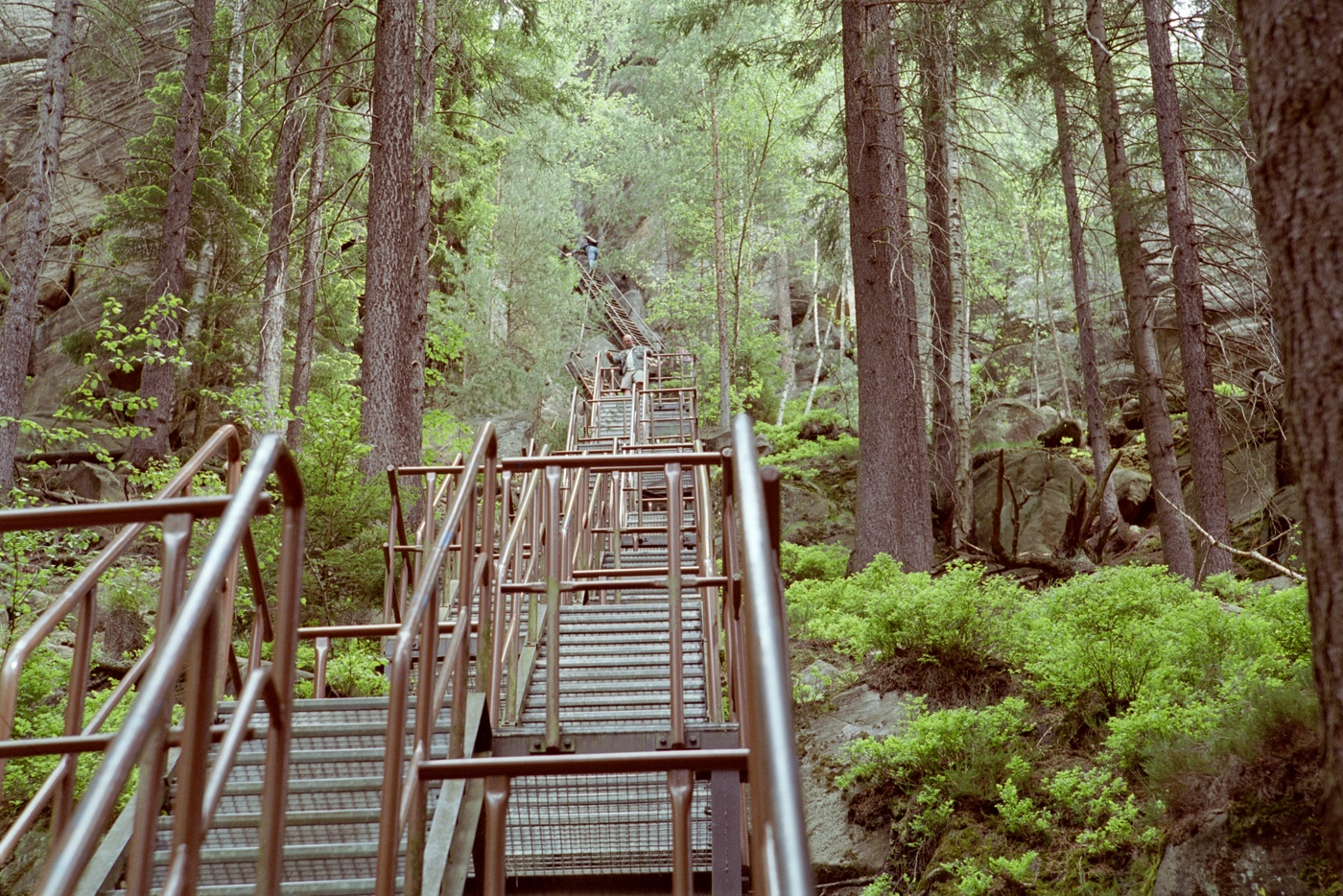
Aufstieg zur Burg
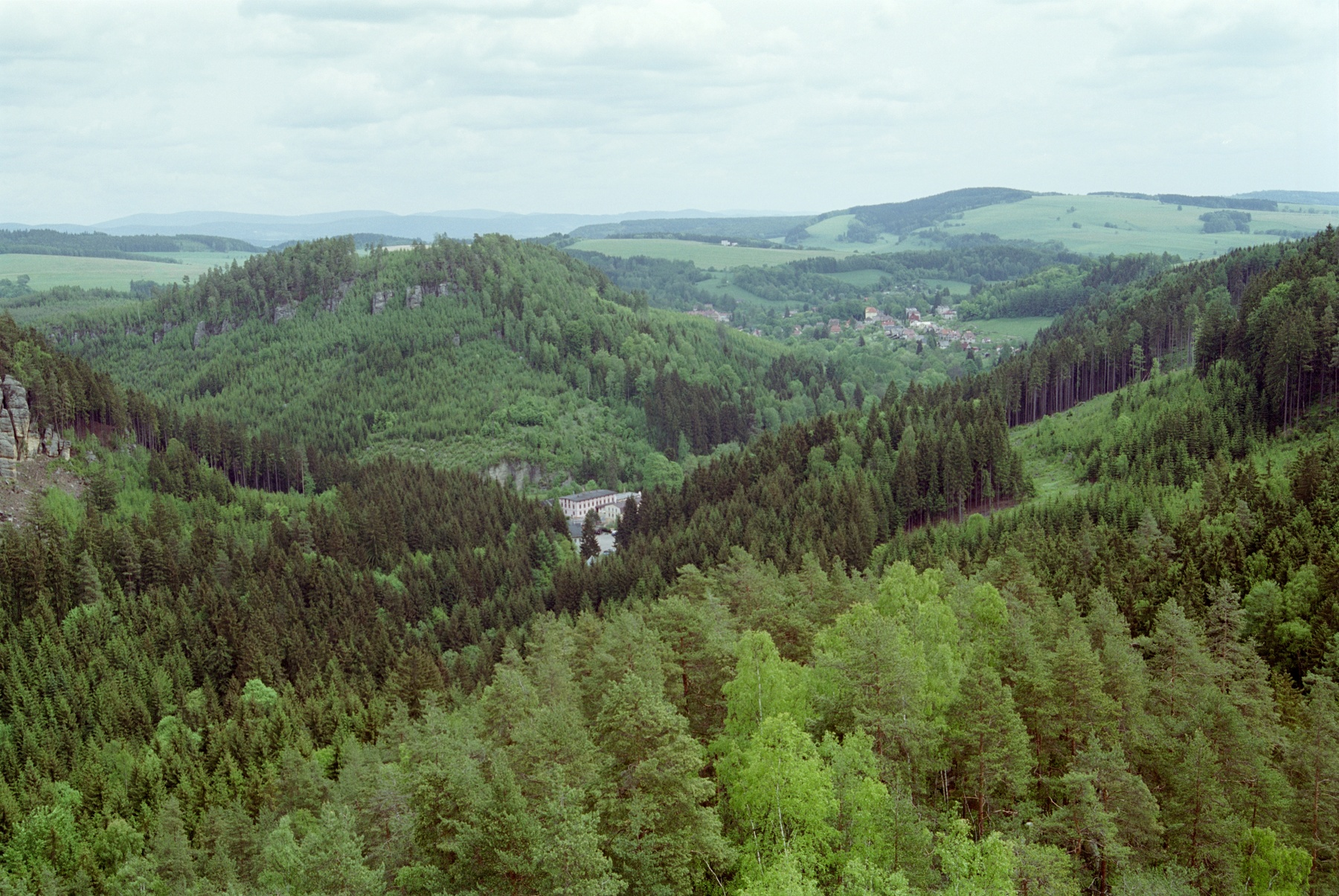
Blick von der Burg
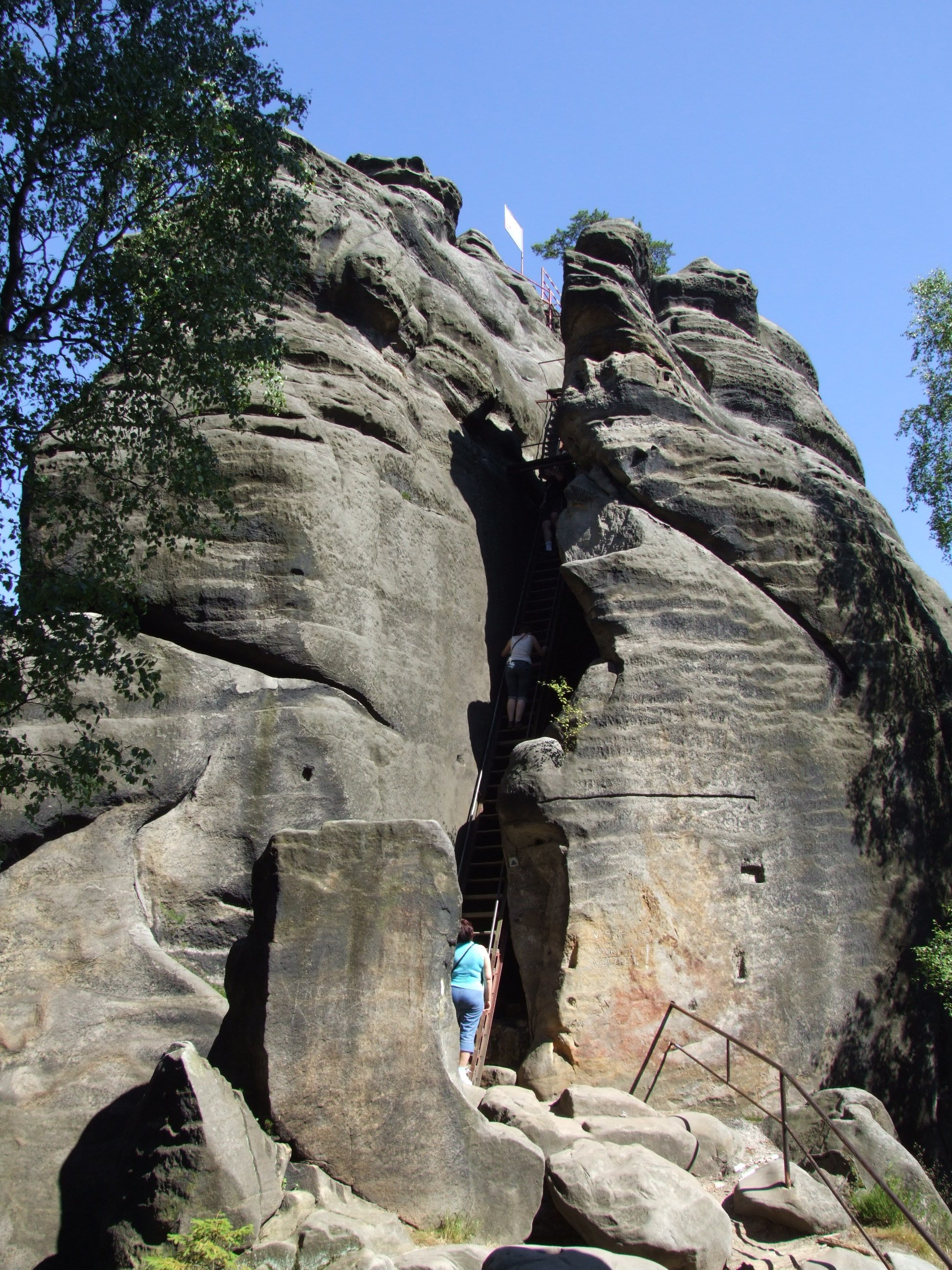
Aufstieg zur Burg
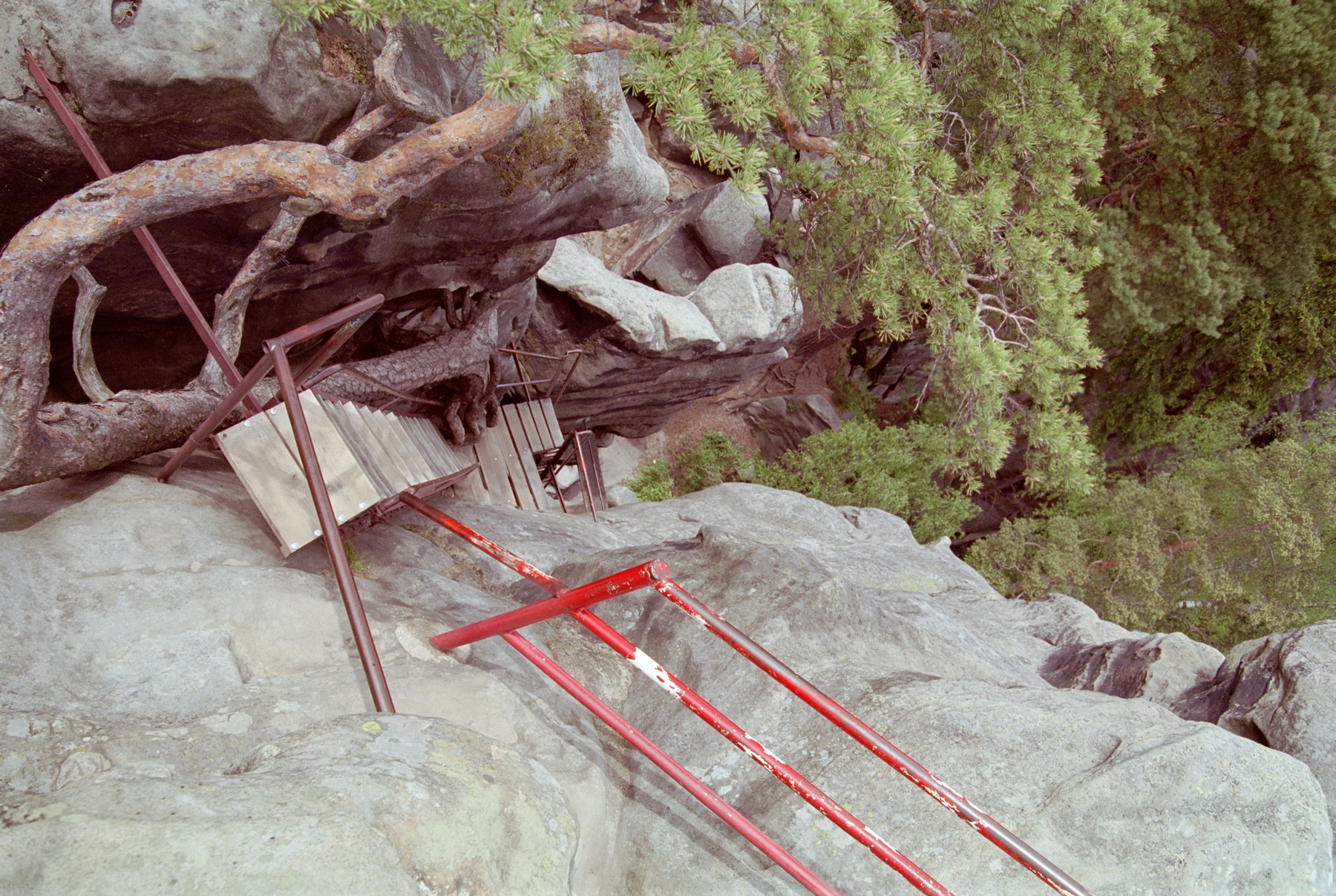
Letzter Teil des Aufstiegs zur Burg

Koordinaten: 50° 35′ 39,1″ N, 16° 8′ 18,1″ O